# USS Porter (DD-800)
USS Porter (DD-800) là một tàu khu trục lớp Fletcher được Hải quân Hoa Kỳ chế tạo trong Chiến tranh Thế giới thứ hai. Nó là chiếc tàu chiến thứ tư của Hải quân Mỹ được đặt theo tên Thiếu tướng Hải quân David Porter (1780-1834), người tham gia cuộc Chiến tranh 1812, và con ông, Đô đốc David Dixon Porter (1813-1891), người tham gia các cuộc Chiến tranh Mexico-Hoa Kỳ và Nội chiến Hoa Kỳ. Nó đã hoạt động cho đến hết Thế Chiến II, ngừng hoạt động một thời gian ngắn, rồi tái biên chế trở lại năm 1951 và tiếp tục phục vụ trong Chiến tranh Triều Tiên cho đến khi xuất biên chế năm 1953. Con tàu bị bán để tháo dỡ năm 1974. Nó được tặng thưởng một Ngôi sao Chiến trận do thành tích phục vụ trong Thế Chiến II, và thêm một Ngôi sao Chiến trận khác khi phục vụ tại Triều Tiên.

## Thiết kế và chế tạo
Porter được đặt lườn tại xưởng tàu của hãng Todd Pacific Shipyards, Inc. ở Seattle, Washington vào ngày 6 tháng 7 năm 1943. Nó được hạ thủy vào ngày 13 tháng 3 năm 1944; được đỡ đầu bởi cô Georgiana Porter Cusachs, và nhập biên chế vào ngày 24 tháng 6 năm 1944 dưới quyền chỉ huy của Trung tá Hải quân R. R. Prince.

## Lịch sử hoạt động
Sau khi hoàn tất chạy thử máy ngoài khơi San Diego, California, Porter khởi hành đi Adak, Alaska vào ngày 16 tháng 9 năm 1944, nơi nó gia nhập Lực lượng Bắc Thái Bình Dương. Vào ngày 21 tháng 11, cùng với Lực lượng Đặc nhiệm 92, nó tham gia đợt càn quét tàu bè tại khu trục quần đảo Kuril và bắn phá các cơ sở của Nhật Bản tại Matsuwa. Đến ngày 5 tháng 1 năm 1945, nó lại thực hiện một đợt càn quét khác vào căn cứ Hải quân Nhật Bản tại Suribachi Wan, Paramushiru, và vào đêm 18 tháng 2 đã bắn phá Kurabu Zaki, Paramushiru.
Vào ngày 15 tháng 5, Porter tham gia đợt càn quét quy mô lớn đầu tiên của hạm tàu nổi vào vùng biển Okhotsk do Nhật Bản kiểm soát, và bắn phá Suribachi Wan khi rút lui. Nó lại bắn phá Matsuwa vào các ngày 10 và 11 tháng 6; và trong một đợt càn quét trong biển Okhotsk vào ngày 25 tháng 6, nó bắt gặp một đoàn tàu vận tải đối phương và đã đánh chìm một tàu buôn tải trọng 2000 tấn bằng hải pháo.
Khi Nhật Bản đầu hàng vào ngày 15 tháng 8 kết thúc cuộc xung đột, Porter đang được đại tu tại Portland, Oregon; nó rời xưởng tàu vào ngày 1 tháng 9. Sau khi hộ tống tàu sân bay Enterprise (CV-6) di chuyển từ Seattle đến San Francisco, California, chiếc tàu khu trục được huấn luyện ôn tập tại San Diego trước khi đi sang vùng bờ Đông. Nó được cho xuất biên chế vào ngày 3 tháng 7 năm 1946, và đưa về Hạm đội Dự bị Đại Tây Dương, neo đậu tại Xưởng Hải quân Charleston, Charleston, South Carolina.
Sau khi Chiến tranh Triều Tiên nổ ra, Porter được cho nhập biên chế trở lại vào ngày 9 tháng 2 năm 1951, và đã phục vụ cùng Lực lượng Đặc nhiệm 95 tại vùng biển Triều Tiên từ ngày 18 tháng 6 đến ngày 14 tháng 9 năm 1952. Nó hoạt động trong vai trò phá hủy tuyến đường sắt tiếp vận của đối phương dọc bờ biển, phá hủy một đoàn tàu của Bắc Triều Tiên và gây hư hại cho hai đoàn tàu khác.
Sau khi quay trở về Hoa Kỳ, một lần nữa Porter được cho xuất biên chế vào ngày 10 tháng 8 năm 1953, và đưa về thành phần dự bị tại Norfolk, Virginia. Tên nó được cho rút khỏi danh sách Đăng bạ Hải quân vào ngày 1 tháng 10 năm 1972, và nó bị bán để tháo dỡ vào ngày 21 tháng 3 năm 1974.

## Phần thưởng
Porter được tặng thưởng một Ngôi sao Chiến trận do thành tích phục vụ trong Thế Chiến II, và thêm một Ngôi sao Chiến trận khác khi phục vụ tại Triều Tiên.